# Moustapha Badreddine
Moustapha Amine Badreddine (en arabe : مصطفى بدر الدين أمين) ou Mustapha Badreddine né le 6 avril 1961 à Ghobeiry et mort le 13 mai 2016 à Damas, est un chef militaire du Hezbollah libanais. Il dirige notamment les opérations en Syrie.
Connu sous le nom de guerre Zulfiqar (arabe : ذو الفقار ) en référence à l'épée légendaire de l'Imam Ali, il est accusé par le Tribunal Spécial pour le Liban d’être le principal organisateur de l’attentat contre le Premier Ministre Rafic Hariri. Il fait l’objet d’un mandat d’arrêt international.
Mustapha Badreddine est tué près de l'aéroport de Damas lors de la guerre civile syrienne, dans des circonstances troubles.

## Biographie
Il est un des fondateurs originaux du Hezbollah en 1982.
Il est le beau-frère et cousin d'Imad Moughniyah. Avec son cousin Imad, il intègre la Force 17, la brigade d'élite du Fatah chargée de la protection de Yasser Arafat[réf. souhaitée].
En 1983, lors de la guerre civile libanaise, il est soupçonné d'être impliqué dans les attentats de Beyrouth qui causent la mort de 299 militaires américains et français,.
En décembre suivant, il est à nouveau impliqué dans des attentats au Koweït, notamment contre les ambassades de France et des États-Unis,. Arrêté en 1984, il est condamné à mort.
Pendant sa détention, le Hezbollah réclame à plusieurs reprises sa libération en échange de celles de plusieurs otages. Moustapha Badreddine est finalement libéré lors de l'invasion du Koweït par les troupes irakiennes de Saddam Hussein en 1990, puis il trouve refuge à l'ambassade de l'Iran et peut ensuite regagner le Liban,.
Mustapha Badreddine est longtemps réputé avoir un « profil de fantôme ». Il n’a jamais obtenu de permis de conduire, jamais payé d’impôts, jamais ouvert aucun compte en banque. Jusqu’à récemment, il était même impossible de trouver la moindre photo récente de lui.
Il est soupçonné d'être le « cerveau » de l'attentat qui cause la mort de Rafiq Hariri en 2005,,
Lors de la guerre civile syrienne, au cours de laquelle le Hezbollah intervient au côté du régime syrien, l'AFP présente Mustapha Badreddine comme le commandant militaire en chef du Hezbollah. En revanche, selon Wassim Nasr, journaliste spécialiste de l'islamisme, le Hezbollah n'a plus de commandant en chef depuis la mort d'Imad Moughniyah en 2008. Depuis le commandement militaire est géré par une choura, dont Badreddine était un membre important. Badreddine aurait été le responsable du renseignement, de la logistique, et du recrutement.
Après le début de la guerre civile syrienne en 2011, Badreddine s'est rendu en Syrie en tant que commandant du Hezbollah pour défendre le gouvernement de Bachar al-Assad. Il combattait contre des groupes d'opposition pendant la campagne d'Alep.
Il participe en 2013 à la Bataille de Qousseir contre l'armée rebelle syrienne et les djihadistes du Front al-Nosra, qui se solde par une victoire du Hezbollah et des forces gouvernementales syriennes. L'intervention du Hezbollah en Syrie apparaît alors au grand jour.
Badreddine était à l’origine de l’embuscade réussie d’Al-Otaybah, qui a mené à la mort d'entre 175 et 200 combattants djihadistes sunnites antigouvernementaux.

## Activités présumées

### Attentats au Koweït
Badreddine est entré au Koweït en 1983 avec un faux passeport libanais sous le nom d'Elias Al-Saab. Il était membre du groupe militant Parti islamique Dawa,.
Il a été arrêté au Koweït avec 17 suspects un mois après sept explosions dans le pays le 13 décembre 1983, dont les attentats aux camions piégés contre les ambassades américaine et française à Koweït, avec pour but de faire pression contre le soutien à l'Irak contre l'Iran dans la guerre opposant ces deux pays. Les attaques ont fait cinq morts et 86 blessés. Cependant, il est également avancé que l'utilisation du nom du groupe dans ces événements était une tromperie pour cacher les véritables auteurs. En 1985, Badreddine aurait ordonné l'assassinat de l'émir du Koweït, mais la tentative a échoué.
À l'issue de ce procès qui a duré 16 semaines, il a été condamné à mort pour avoir orchestré les attentats. Puisque sa jambe avait été amputée, il était avec une jambe de bois en prison. Devant le tribunal, Badreddine a déclaré au procureur qu'il ne reconnaissait pas la souveraineté du Koweït.
Afin de forcer les autorités à libérer Badreddine et d'autres, des membres du Hezbollah dirigés par Imad Mughniyah ont kidnappé au moins quatre citoyens occidentaux au Liban. Mugniyah a également détourné un avion de la Koweït Airways Corporation à Bangkok en 1988, exigeant sa libération et celle d'autres détenus.
Badreddine s'est évadé de la prison en 1990 lors de l'invasion du Koweït, ou les Irakiens ont libéré Badreddine emprisonné et les autres.

## Mort mystérieuse
La nuit du 12 au 13 mai 2016, il est tué très près de l'aéroport de Damas, voire au sein de l'aéroport .
Il est enterré à Beyrouth le 13 mai,,,.
Le 14 mai 2016, le Hezbollah déclare que, selon son enquête, Moustapha Badreddine a été tué par un tir d'artillerie effectué par des « groupes takfiris ». Le communiqué ne donne pas plus de précisions.
Aucun groupe rebelle syrien ne revendique cependant sa mort,.
Le 21 mars 2017, le général Gadi Eizenkot, chef d'État-Major de l'armée israélienne, déclare que Moustapha Badreddine a probablement été tué « par ses propres hommes ». Selon lui, il y aurait eu une crise interne au sein du Hezbollah.
Le responsable des relations avec les médias au sein du Hezbollah, Mohammad Afif, réagit peu après et déclare que « ces accusations sont mensongères » et « ne méritent pas de réponse ou de commentaire ».
Selon le journaliste israélien Yossi Melman, spécialiste du renseignement, Qassem Soleimani l'aurait fait exécuter car Moustapha Badreddine voulait diminuer la présence militaire du Hezbollah en Syrie.
La chaîne saoudienne Al-Arabiya suit également ce scénario : les responsables seraient Hassan Nasrallah et Qassem Soleimani. Elle affirme que Moustapha Badreddine est entré au sein de l'aéroport de Damas accompagné de 3 personnes, mais qu'il est la seule personne qui n'en est pas sortie vivante. Un employé de l'aéroport affirme que le Hezbollah a empêché toute personne de s'approcher, y compris des haut responsables syriens.
Le journaliste Avi Issacharoff, du Times of Israel, se rattache également à cette thèse.

### Réactions du Hezbollah et de ses alliés
• Hezbollah : Le parti a publié un communiqué annonçant sa mort, affirmant que Badreddine « a participé à la plupart des opérations de la résistance islamique depuis 1982[réf. nécessaire]... Après une vie pleine de djihad, de captivité, de blessures et de grandes réalisations qualitatives, M. Zulfiqar termine sa vie par le martyre et rejoint la caravane des dirigeants martyrs (que Dieu soit satisfait d'eux).»
•  Syrie : L'ambassadeur syrien au Liban, Ali Abdel Karim, a présenté ses condoléances et ses bénédictions à travers un communiqué publié par l'agence de presse officielle syrienne Mémoire. L'offre de « condoléances et de bénédictions » à Badreddine est venue sous la direction de Bachar al-Assad, et il considérait ce qu'il qualifiait de « martyre » de Moustapha Badreddine comme une « déclaration de quasi-victoire ».
• Houthis : Le chef des Houthis au Yémen, Sayyid Abdul-Malik al-Houthi, a envoyé un télégramme de condoléances au secrétaire général du Hezbollah, Hassan Nasrallah, condolant le martyre du commandant Moustapha Badreddine, exprimant : « Ces grands sacrifices sont dignes de la grandeur du but sacré, d’une foi ferme, d’une ferme certitude, d’une perspicacité pénétrante et d’une position juste et pour l’amour de Dieu Tout-Puissant.»